# Cheat Kusushi no Slow Life: Isekai ni Tsukurou Drugstore
Cheat Kusushi no Slow Life: Isekai ni Tsukurou Drugstore (チート薬師のスローライフ ～異世界に作ろうドラッグストア～ Chīto Kusushi no Surō Raifu: Isekai ni Tsukurō Doraggusutoa?), también conocida como Drugstore in Another World: The Slow Life of a Cheat Pharmacist o simplemente Drugstore in Another World en inglés, es una serie de novelas ligeras japonesas escritas por Kennoji. Se serializó en línea entre 2016 y 2020 en el sitio web de publicación de novelas Shōsetsuka ni Narō. Fue adquirida por Linda Publishers, que originalmente publicó dos volúmenes con ilustraciones de Shōji Nigō entre febrero y junio de 2017 bajo su sello Red Rising Books, antes de quebrar. Hifumi Shobō luego volvió a adquirir la serie, quienes han publicado seis volúmenes con ilustraciones de Matsuuni desde abril de 2018 bajo su imprenta Brave Novel. Una adaptación de manga con arte de Eri Haruno ha sido serializada en línea a través de la página Web Comic Gamma Plus deTakeshobo desde diciembre de 2018 y se ha recopilado en cinco volúmenes tankōbon. Una adaptación de la serie de televisión de anime producida por EMT Squared se emitió desde julio a septiembre de 2021.

## Sipnosis
Frustrado con su trabajo y su vida sin salida, Reiji de repente se dio cuenta un día de que había sido transportado a un mundo alternativo. La habilidad que adquiere allí es la habilidad de hacer medicina. Está decepcionado por no tener habilidades de combate, pero las pociones que hace se vuelven populares de la noche a la mañana y abre una farmacia con el dinero que acumuló. Y así, Reiji disfruta de una vida tranquila gracias a su habilidad, atendiendo a los clientes que acuden a su tienda.

## Personajes
Reiji Kirio (桐尾礼治 Kirio Reiji?)
 Seiyū: Jun Fukushima
Noela (ノエラ Noera?)
 Seiyū: Risae Matsuda
Mina (ミナ Mina?)
 Seiyū: Akane Kumada
Elaine (エレイン Erein?)
 Seiyū: Satsumi Matsuda
Annabel (アナベル Anaberu?)
 Seiyū: Mariko Higashiuchi
Gro Ejiru (ガロウ・エジル Ejiru?)
 Seiyū: Fumiko Uchimura
Vivi
Micott
Zeral Alonzo
Feris
Kururu
Ririka
Doz y Moz
Paula

## Contenido de la obra

### Novelas ligeras

#### Libros de Red Rising
| N.º | Fecha de publicación  | ISBN                   |
| --- | --------------------- | ---------------------- |
| 1   | 23 de febrero de 2017 | ISBN 978-4-8030-1005-3 |
| 2   | 23 de junio de 2017   | ISBN 978-4-8030-1059-6 |

#### Novela de Brave
| N.º | Fecha de publicación    | ISBN                   |
| --- | ----------------------- | ---------------------- |
| 1   | 38 de abril de 2018     | ISBN 978-4-89199-492-1 |
| 2   | 28 de noviembre de 2018 | ISBN 978-4-89199-534-8 |
| 3   | 28 de junio de 2019     | ISBN 978-4-89199-567-6 |
| 4   | 28 de mayo de 2020      | ISBN 978-4-89199-628-4 |
| 5   | 25 de febrero de 2021   | ISBN 978-4-89199-688-8 |
| 6   | 30 de junio de 2021     | ISBN 978-4-89199-718-2 |

### Manga
| N.º | Fecha de publicación    | ISBN                   |
| --- | ----------------------- | ---------------------- |
| 1   | 28 de junio de 2019     | ISBN 978-4-8019-6665-9 |
| 2   | 28 de enero de 2020     | ISBN 978-4-8019-6839-4 |
| 3   | 28 de mayo de 2020      | ISBN 978-4-8019-6949-0 |
| 4   | 26 de noviembre de 2020 | ISBN 978-4-8019-7136-3 |
| 5   | 24 de junio de 2021     | ISBN 978-4-8019-7345-9 |

### Anime
Hifumi Shobō anunció una adaptación a anime en Comiket 97 el 28 de diciembre de 2019, luego se reveló que era una serie de televisión el 25 de mayo de 2020. La serie sería animada por EMT Squared y dirigida por Masafumi Satō, con Hiroko Kanasugi supervisando los guiones de la serie, Etsuko Sumimoto diseñaría los personajes y Tomoki Kikuya compondría la música de la serie. Se emitió del 7 de julio al 22 de septiembre de 2021 en Tokyo MX, BS11 y AT-X. Akane Kumada interpreta el tema de apertura de la serie "Kokoro Hayaru", mientras que Jun Fukushima, Risae Matsuda y Kumada interpretaron el tema de cierre de la serie "Mainichi Kashimashi Pharmacy". Crunchyroll obtuvo la licencia de la serie fuera de Asia.